# Una notte da paura
Una notte da paura è un film TV del 2011, diretto da Claudio Fragasso.

## Trama
Sergio è un agente dello spettacolo specializzato nell'organizzare grandi feste nella notte di  Halloween. In una località italiana trova un castello del XIII secolo in cui, a sua insaputa, cinquecento anni prima, si è consumata una tragedia con l'uccisione di una giovane donna, il cui fantasma è stato condannato a vagare per il castello. 
La nuova gestione del castello dipende da Miranda, che dà ospitalità nel castello maledetto a Sergio, a sua moglie e al figlio Marco che, in particolare, diventa brama del fantasma della strega cattiva che crede, che con l'uccisione del bambino, lei possa ritornare in vita. 
Intanto alla festa è presente anche un corrotto affarista e la figlia. L'affarista deve fare un accordo con Sergio nella confusione della festa, in cui si scatenano fenomeni demoniaci. El MUerto, leader di una band heavy Metal zombie, si esibisce ala festa piena di persone travestite da zombie e le trascina contro la strega malvagia.

## Ambientazione
Gran parte delle scene del film sono state girate in Abruzzo, nelle città di Lanciano (ponte di Diocleziano), Ortona, Crecchio (Castello),Roccascalegna (esterni del castello) e nel loro capoluogo di provincia Chieti.  L'ultima scena è stata girata nel cimitero comunale di Orsogna.